# Xanthorhoe prymnaea
Xanthorhoe prymnaea là một loài bướm đêm trong họ Geometridae.